# 同仁堂博物馆

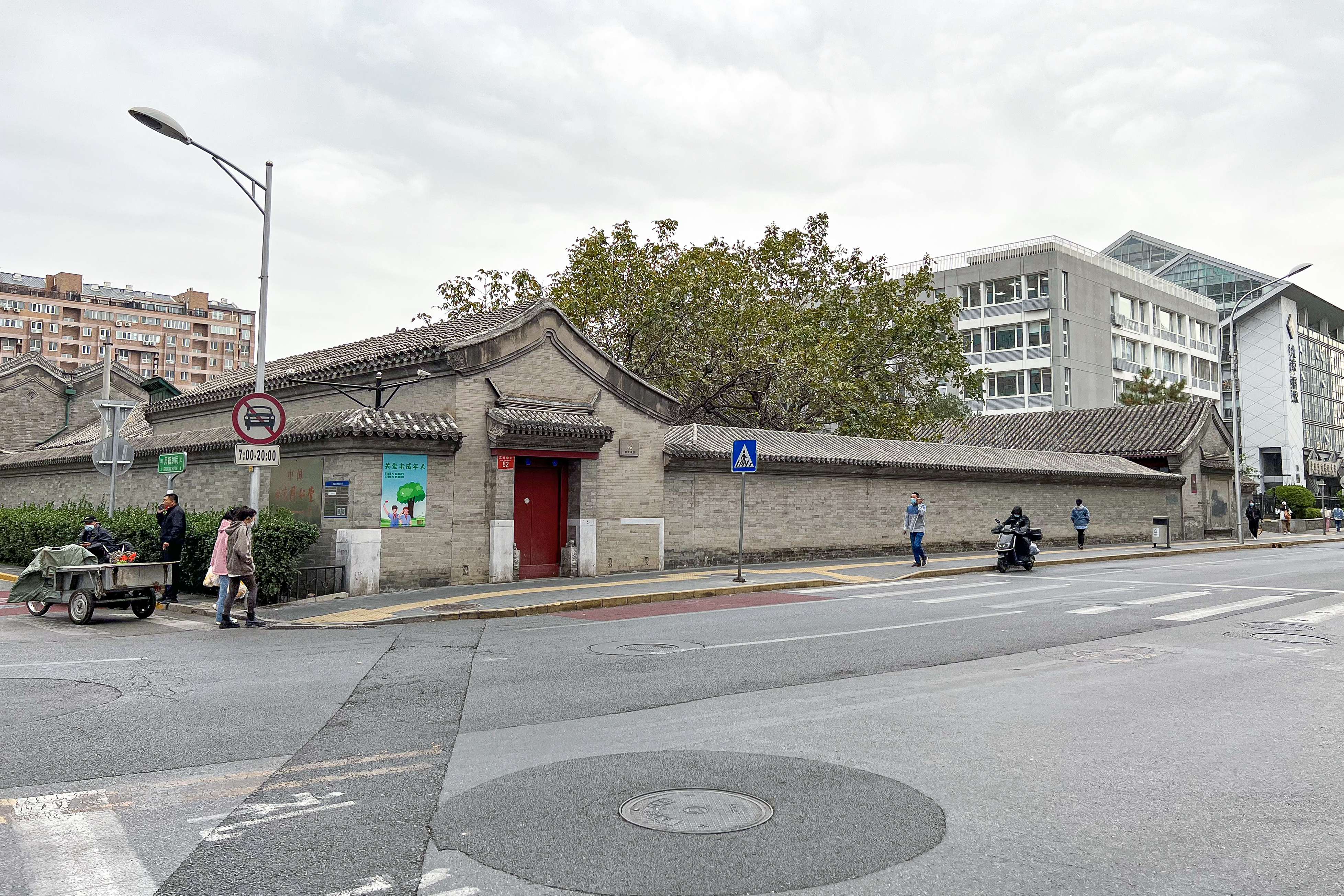
图中建筑后方（南侧）即同仁堂博物馆

同仁堂博物馆，位于北京市东城区东兴隆街54号，是展示同仁堂历史文化的博物馆。

## 简介
2006年，中国首批国家级非物质文化遗产名录公布，同仁堂中医药文化被列入。为了传承同仁堂中医药文化，2006年3月中国北京同仁堂（集团）有限责任公司动工兴建同仁堂博物馆，2007年4月9日落成并对外开放。这是中华人民共和国首家由企业出资建设的中医药主题博物馆。该馆坐落在兴隆街四合院（即中国北京同仁堂（集团）有限责任公司总部所在地）南侧，为青砖灰瓦四合院式仿古建筑。
同仁堂博物馆建筑面积700余平方米，展陈面积300余平方米。分为7个展厅共5个主题（“历史·溯源”、“商业·文化”、“创业·渊源”、“保护·传承”、“创新·发展”），展出中医药文物1000余件，其中不少文物和历史文献是首次在中国国内展出。展出的中医药文物从新石器时代、春秋战国时期、汉、晋、唐、宋、元、明、清直到中华民国，介绍了中医药学的发展脉络，以及同仁堂的发展历史。文物中最著名的是铸于明朝正统年之后的针灸铜人，这是同仁堂乐氏家族的祖传物，比同仁堂的历史还长200余年，是目前世界上仅存的两尊针灸铜人之一，另一尊铜人现藏俄罗斯圣彼得堡艾尔米塔什博物馆。
同仁堂博物馆开馆后，不对公众开放，仅接受团体预约参观。